# 2000 en Australie
Chronologie de l'Australie
- 1996
- 1997
- 1998
- 1999
- 2000
- 2001
- 2002
- 2003
- 2004

Cette page concerne les évènements survenus en 2000 en Australie  :

## Évènement
- 27 février-11 mars : Cyclone Steve (en)
- 1er-3 avril : Cyclone Tessi (en)
- 15-21 avril : Cyclone Rosita (en)
- vers le 28 mai : Meurtre de Keith William Allan (en)
- 23 juin : Incendie du palace Childers (en)
- août : Viols collectifs de Sydney (en)
- 4 septembre : Crash du Beechcraft 200 (en)
- 11-13 septembre : Manifestations S11 à Melbourne contre le Forum économique mondial.
- 27 novembre-2 décembre : 24e session du Comité du patrimoine mondial
- 28 novembre-14 décembre : Cyclone Sam (en)

## Arts et littérature
- Bear Pit (en) roman de Jon Cleary.
- The Betrayal of Bindy Mackenzie (en) roman de Jaclyn Moriarty (en).
- Castle (en) roman de Garth Nix.
- Conditions of Faith (en) roman d'Alex Miller.
- Dark Palace (en) roman de Frank Moorhouse.
- The Day We Had Hitler Home (en) roman de Rodney Hall.
- Dead Point (en) roman de Peter Temple.
- The Dressmaker (en) roman de Rosalie Ham (en).
- L'espoir est une terre lointaine, roman de Colleen McCullough

### Films australiens
- L'Antenne
- Bootmen
- Chopper
- Cut
- La Déesse de 1967
- Le Gâteau magique
- Liées par le secret
- Miss Détective
- Psycho Beach Party
- Space Cowboys

## Sport
- L'Australie organise les Jeux olympiques d'été.

## Naissance
- Ellie Carpenter, footballeuse.
- Erin Cleaver (en), athlète paralympique.
- Chelsie Dawber (en), footballeuse.
- Riley Day (en), sprinteur.
- David Fifita, joueur de rugby à XIII.
- Nicholas Hamilton, acteur, chanteur et musicien.
- Princess Ibini-Isei (en), footballeuse.

## Décès
- Sue Wah Chin (en), femme d'affaires.
- Roma Mitchell, juriste.
- Michael Pitman (en), biologiste.
- Colin Vaughan (en), journaliste et architecte.